# WIZKIDS
WIZKIDS（ウィズキッズ）は、日本のロックバンド。

## 概要
1988年に福岡県北九州市出身の佐伯康人を中心に愛媛県にて結成し、同年『BSヤングバトル』の四国大会に出場し、優勝を果たし全国大会に出場する。1990年からインディーズで活動を開催し始め、1992年に東芝EMI（後のEMIミュージック・ジャパン）よりメジャーデビューを果たした。その後1995年頃に解散。

## メンバー
- 佐伯康人（1967年7月1日 - ）- ヴォーカル
  - 福岡県北九州市出身。解散後は音楽活動を休止し愛媛県内にて介護施設の経営や農業、障害者の講演などを行っている[2]。私生活では結婚し、3児の父となっている。2018年には書籍「あの青い空に向かって〜「障がい者と農業」新しい関係への挑戦〜」を発行した[2]。
- 大友治隆（1968年8月21日 - ）- ギター
  - 愛媛県出身。解散後はソロミュージシャンとして活動。
- 黒光健吾（1968年10月21日 - ）- ベース
  - 愛媛県出身。俊秀の弟。
- 黒光俊秀（1967年7月21日 - ）- ドラムス
  - 愛媛県出身。健吾の兄。JUSTY-NASTYの藤崎賢一と親交があった[3]。
- 黒田真示（1962年2月26日 - ）- キーボード
  - 岡山県出身。メンバー最年長。

## ディスコグラフィ

### シングル
- HOT TIME（1992年12月2日発売）
  1. HOT TIME タイアップ：M10（テレビ朝日系）オープニングテーマ曲[4]
  2. ライズ

### アルバム
- ニューロストジェネレーション（1992年10月7日発売）
- LOVE LETTER（1993年9月17日発売）